# 寺園敦史
寺園 敦史（てらぞの あつし、1961年 - ）は、日本のジャーナリスト。市民ウォッチャー・京都所属。

## 来歴・人物

### 被差別部落問題・同和利権行政取材活動
鹿児島県鹿児島市出身。大阪府立摂津高等学校を経て関西大学経済学部卒業。
日本共産党系の京都民報記者、かもがわ出版編集者を経て、フリーライターとして活動。
被差別部落問題、同和利権問題を主なテーマに取材、執筆活動を行い、1997年から2002年にかけて『だれも書かなかった「部落」』三冊を出版し、部落解放同盟京都府連や京都府部落解放運動連合会と京都市行政との癒着を現在進行形で雑誌などで告発した。
同書の取材を下敷きに2002年から宝島社から刊行されている『同和利権の真相』シリーズ（別冊宝島Realシリーズ）に編集、メインライターとして携わっている。
それ以外にも、『脱常識の部落問題』（朝治武, 畑中敏之, 灘本昌久共編　かもがわ出版）や『「水平社伝説」からの解放』（朝治武, 関口寛, 黒川みどり, 藤野豊 共著 かもがわ出版）の企画、編集にも参加した。
これらの活動のほかに一時期Japan Skepticsの運営委員も務めていたこともある。

### 『「同和利権の真相」の深層』人違い訴訟
解放出版社刊行『「同和利権の真相」の深層』（2003年12月）における宮崎学の発言、
により名誉を毀損されたとして、2004年1月、宮崎ならびに解放出版社を大阪地裁に提訴した。寺園の要求は以下の3点である。
1. 宮崎と解放出版社は、寺園に1100万円の損害賠償金を支払うこと。
2. 解放出版社は、『「同和利権の真相」の深層』の販売を中止すること。
3. 宮崎と解放出版社は、寺園への謝罪広告を掲載すること。

寺園の主張は、
というものであった。なお、宮崎が挙げた『京都に蠢く懲りない面々―淫靡な実力者たち』（講談社プラスアルファ文庫）は一ノ宮美成・湯浅俊彦・グループK21の共著であり、寺園は同書に全く関与していない。
2005年5月19日、大阪地裁の塚本伊平裁判長は宮崎の上記の記述を虚偽と認定し、宮崎と解放出版社に110万円の損害賠償を命じた一方、販売差し止めと謝罪広告の掲載については退けた。2005年12月22日、大阪高裁の控訴審でも宮崎の記述が虚偽と認められたが、やはり販売差し止めと謝罪広告の掲載については退けられた上、賠償額は80万円に減額された。これに対して被告側は上告せず、2006年1月、宮崎と解放出版社の敗訴が確定した。

### 全解連に対して
かつて寺園が勤務していた京都民報は日本共産党京都府委員会の機関紙であり、全国地域人権運動総連合（旧全国部落解放運動連合会）が日本共産党と共闘関係にあることから、寺園の部落解放同盟批判を「日共＝全解連の反動的国民融合論」云々と関連づけて批判する向きもあるが、寺園は全解連京都市協による公金詐取をも厳しく追及している。この点について、寺園自身は「わたしは今後も解放同盟の補助金詐取事件の真相を究明していきたいと考えている。そうである以上、全解連京都市協による同様の事件についても、改めて言及しないことには、著しく公平を欠くということになろう」と説明している。
この点について、部落解放同盟京都市協議会元議長でありながら部落解放同盟を批判している山内政夫は「寺園さんを評価したいのは、批判の矛先が同盟に対してだけでなく、全解連にも向いている点です」と述べている。

## 著書
- 『だれも書かなかった「部落」』（かもがわ出版 1997年、講談社プラスアルファ文庫 2005年）
- 『「同和」中毒都市─だれも書かなかった「部落」2』（かもがわ出版 1999年、講談社プラスアルファ文庫 2006年）
- 『だれも書かなかった「部落」3』（かもがわ出版）（かもがわ出版 2002年）

共著
- 一ノ宮美成、グループK21
1～3巻は文庫化（宝島社文庫）
  - 『同和利権の真相―マスメディアが黙殺してきた、戦後史最後のタブー！』（別冊宝島Real 029号 2002年）
  - 『同和利権の真相2』（別冊宝島Real 044号 2003年）
  - 『同和利権の真相3』（別冊宝島Real 054号 2003年）
  - 『ハンナン浅田満「食肉利権」の闇―同和利権の真相スペシャル！』（別冊宝島Real 061号 2004年）
  - 『同和利権の真相4』 （別冊宝島Real 067号 2005年）
- 中村和雄
  - 『さらば！同和中毒都市』（かもがわ出版 2007年）